# Sarvadaman Chowla
Sarvadaman D. S. Chowla (Londres, 22 de outubro de 1907 — Laramie, 10 de dezembro de 1995) foi um matemático indo-americano nascido no Reino Unido. Foi especialista em teoria dos números.

## Obras
- Chowla, Sarvadaman; James G. Huard (ed.), Kenneth S. Williams (ed.) (2000). The Collected Papers of Sarvadaman Chowla. Montréal: Centre de Recherches mathématiques, Université de Montréal. OCLC 43730416
- Chowla, S. (1965). Riemann Hypothesis and Hilbert's Tenth Problem. New York: Routledge. ISBN 978-0-677-00140-1. OCLC 15428640